# デトロイト (軽巡洋艦)
デトロイト (USS Detroit, CL-8) は、アメリカ海軍の軽巡洋艦。オマハ級軽巡洋艦の1隻。艦名はミシガン州デトロイトに因む。その名を持つ艦としては4隻目。

## 艦歴
デトロイトはマサチューセッツ州クインシーのベスレヘム造船で起工した。1922年6月29日にM・クーゼンズ（デトロイト市長ジェームズ・J・クーゼンズの娘）によって命名・進水し、1923年7月31日に艦長ジョン・ハリガン・ジュニア大佐の指揮下で就役した。

### 大戦前
地中海への整調巡航後、デトロイトは偵察艦隊に合流し東海岸沿いおよび地中海で艦隊演習、訓練を行う。1924年9月、10月には陸軍機の世界一周のための救助ステーション任務に就き、その後11月23日まで軽巡洋艦分艦隊司令官の旗艦任務に従事した。ボストンでのオーバーホール後、デトロイトは1925年2月2日に西海岸へ向けて出航、西海岸およびハワイ海域で艦隊演習を行う。デトロイトは1925年7月10日に艦隊と共にボストンに帰還した。
第3軽巡洋艦隊司令官旗艦として1925年7月から1926年3月および1926年7月から12月までデトロイトは、東海岸沿いおよびカリブ海で艦隊演習および訓練に従事した。1927年3月から4月にかけてデトロイトはアメリカ合衆国の権益を保護するため政情不安定なニカラグアの沖合の偵察を行った。
デトロイトは1927年6月16日にボストンを出航し、アメリカ海軍ヨーロッパ派遣軍司令官の旗艦となる。ヨーロッパ、北アフリカ、中東各地の港に親善訪問を行い、ノルウェー、デンマークでは国王の、アイルランド自由国では首相の表敬訪問を受けた。また、国務長官のフランク・ケロッグをアイルランド、フランスへ送り届けた。
デトロイトは偵察艦隊の任務のため1928年9月12日にバージニア州ノーフォークへ帰還し、1929年7月6日から1930年9月29日まで軽巡洋艦分艦隊の司令官旗艦となる。1931年1月に連合艦隊演習のためバルボアへ向けて出航し、3月19日にはカリフォルニア州サンディエゴを拠点とした戦闘部隊駆逐艦戦隊の司令官旗艦となる。デトロイトは西海岸沿いの訓練およびアラスカ、ハワイ海域での艦隊演習に従事し、1934年の大西洋における艦隊演習を除けば、戦闘部隊と共に太平洋に留まりサンディエゴを拠点として活動を続けた。
1941年には母港が真珠湾に変更された。12月7日の日本軍による真珠湾攻撃時、デトロイトは姉妹艦 ローリー (USS Raleigh, CL-7) および戦艦 ユタ (USS Utah, AG-16) と共に係留されていた。ローリーとユタは6機の雷撃機による攻撃の矢面に立ち、そのおかげでデトロイトは機銃掃射されたにもかかわらず安全に出航し、数機に対して対空射撃を開始した。デトロイトは直ちにオアフ島西海岸の調査を命じられ、日本軍の上陸の兆候を警戒した後、後退する日本軍を探索した。

### 第二次世界大戦
12月10日に真珠湾に帰還すると、デトロイトは西海岸との間の船団護衛任務に就く。その任務には、潜水艦トラウト (USS Trout, SS-202) がコレヒドール島から待避させた金9トンおよび銀13トンの地金を受け取り、サンフランシスコの財務省まで送り届けた航海、および皮膚疾患により本国での療養生活に入るウィリアム・ハルゼー中将のサンフランシスコへの移送任務が含まれた。1942年9月にデトロイトはサモアのパゴパゴへの船団護衛を2度行い、その間に墜落したPBYの乗組員を救助している。
デトロイトは1942年11月10日にサンフランシスコを出航しアラスカ州コディアックに向かう。同地で第8.6任務群の司令官旗艦となり、日本軍の進出を防ぐためにアッツ島とアダック島間の偵察を行った。1943年1月12日、デトロイトは日本軍の補給線を断つための拠点となるアムチトカ島への上陸を支援した。2月から3月にかけてブレマートンで修理を受けた後、北方での任務に復帰し、キスカ島およびアッツ島の日本軍守備隊に対する増援部隊を迎撃した。4月にはアッツ島のホルツ湾、シカゴ湾に向けて砲撃を行い、翌月に再び同島への攻撃部隊へ加わった。8月、艦長H・G・シッケル大佐の指揮下デトロイトはキスカ島への砲撃に加わり、15日には上陸部隊を支援、アリューシャン列島における日本軍の最後の拠点であった同島は、守備隊が秘密裏に撤退した後であったことが明らかになった。
デトロイトはアラスカ水域に1944年まで留まり、アリューシャン西方の基地を防衛する部隊との作戦活動に従事した。1944年6月、第94任務部隊と共に千島列島の沿岸施設に対する艦砲射撃を行う。6月25日にアダック島を出航し、ブレマートンで修理を受けた後8月9日にバルボアに到着、南東太平洋部隊の臨時旗艦となる。デトロイトは12月まで南アメリカの西海岸を偵察巡航した。

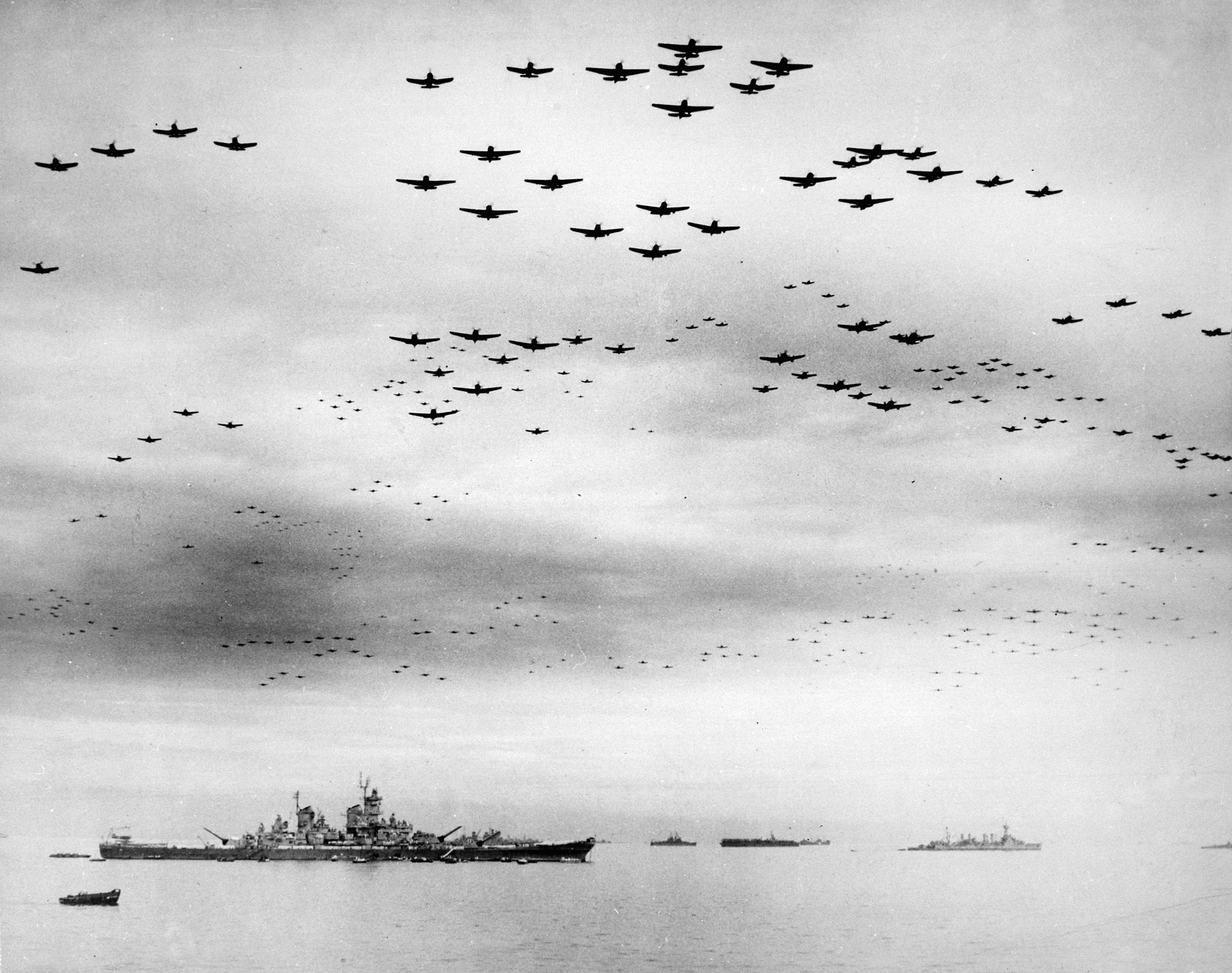
デトロイト（右）と戦艦ミズーリ。1945年9月2日

デトロイトは1945年1月16日にサンフランシスコを出航し、2月4日にウルシー環礁に到着。第5艦隊（レイモンド・スプルーアンス大将）に加わる。その後終戦まで高速空母任務部隊（マーク・ミッチャー中将およびジョン・S・マケイン・シニア中将）への支援グループの旗艦任務を務め、9月1日に東京湾に入港した。デトロイトは真珠湾攻撃時に真珠湾にあり、9月2日の降伏文書調印式にも臨席した2艦の内の1隻であった（もう1隻は戦艦 ウェストバージニア (USS West Virginia, BB-48) ）。その後も占領艦隊への補給を監督し、さらに太平洋の基地から日本兵を本国へ送還する任務にも従事した。デトロイトは10月15日に東京湾を出航し、マジック・カーペット作戦の一環として帰還兵を本国へ輸送した。デトロイトは1946年1月11日にフィラデルフィアで退役し、2月27日に売却された。
デトロイトは第二次世界大戦の戦功で6個の従軍星章を受章した。